# 後藤祐一
後藤 祐一（ごとう ゆういち、1969年3月25日 - ）は、日本の政治家、元通産・経産官僚。立憲民主党所属の衆議院議員（6期）。立憲民主党役員室長。
希望の党公約担当責任者、旧国民民主党政務調査会長代行を歴任した。

## 来歴
神奈川県横浜市生まれ。相模原市立上鶴間中学校、神奈川県立厚木高等学校、東京大学法学部卒業。1992年、通商産業省（現：経済産業省）に入省。スタンフォード大学やカナダ外務貿易省への出向を経験した後、2005年7月に経済産業省を退官した。
亀井善之の死去に伴い2006年10月に実施された衆議院神奈川16区補欠選挙に民主党公認で立候補したが、亀井善之の長男で元秘書の亀井善太郎に敗れ、落選した。
2009年の第45回衆議院議員総選挙では再び神奈川16区から出馬し、亀井善太郎を破り初当選した。
2010年6月2日、鳩山由紀夫が民主党代表と首相辞任を表明。鳩山の辞任に伴う代表選挙（6月4日投開票）では菅直人の推薦人に名を連ねた。
2012年12月16日の第46回衆議院議員総選挙では、神奈川16区から民主党公認、国民新党推薦で立候補。参議院議員を辞職して立候補した自民党の義家弘介に約8千票差で敗れたが（惜敗率91.8％）、重複立候補していた比例南関東ブロックで復活し、再選。同年12月25日に行われた代表選挙では馬淵澄夫の推薦人に名を連ねた。
2014年5月、細野豪志を中心に結成された自誓会に参加。同年12月の第47回衆議院議員総選挙では、神奈川16区で自民党の義家に1,489票差で勝ち、3選。
2017年9月の民進党代表選挙後、前原誠司新代表の下で民共共闘に前向きな枝野幸男代表代行や長妻昭選対委員長が執行部入りしたことを受け、「（民共共闘見直しを主張していた）前原誠司新代表が、代表選の中で言っていた主張を貫けるのか」と懸念を示し、その後離党を検討していることが報じられた。後藤は離党報道による混乱の責任を取るとして、10日夜に神奈川県連代表の辞表を提出し、11日夜の県連臨時役員会で受理された。12日に大島敦幹事長から慰留を受け、態度を保留していたが、14日に離党の意向を表明した。15日には離党届を提出し、離党理由について「今の民進党では受け皿たりえない」「中道を旨とする新しい政治勢力を目指したい」と述べ、8月に離党した細野との連携に意欲を示した。民進党は「重大な反党行為」として離党届を受理せず19日付で除籍（除名）処分とした。小選挙区選出議員の離党届は原則として受理されてきたが、大島は処分理由について、代表選直後に党の結束を乱す行為であり「（比例も小選挙区も）党勢をそぐ罪の重さは同じ」と説明した。
離党後、前述の通り細野の新党結成に帯同。9月27日に行われた希望の党設立会見に結党メンバーとなる国会議員14人の一人として参加し、その後党の公約担当責任者に就任。同年10月の第48回衆議院議員総選挙では連合神奈川の推薦は得られなかった。神奈川16区で自民党の義家に敗れるも、比例復活で4選。11月の希望の党共同代表選挙後の党役員人事では行政改革・情報公開推進本部長に就任した。
2018年5月7日、希望の党結党メンバーとして唯一、民進党と希望の党の合流により結党された国民民主党に参加した。5月8日、国民民主党の政務調査会長代理に就任した。9月11日より党政務調査会長代行に昇格した。
2019年10月16日、党エネルギー調査会長に就任。
2020年8月11日、旧国民民主党・旧立憲民主党の解党再合流にあたり新立憲民主党への参加を表明した。
2021年10月31日の第49回衆議院議員総選挙では、義家を破り5選（義家は比例復活で当選）。枝野幸男代表の辞任に伴う代表選挙（11月30日投開票）では泉健太の推薦人に名を連ね、選挙後の泉代表下では役員室長に就任し、陪席扱いだが執行役員会入りした。
2024年10月27日の第50回衆議院議員総選挙では、義家を大差で破り6選。

## 政策・主張
「提案を実現」をキャッチフレーズに、62本の法案提出（2021年6月現在）している。

### 具体策
- 時限的な5%の消費税減税
- 低所得世帯に1人12万円
- 高校生にも月1万円の児童手当
- 後期高齢者医療費2割負担の撤回
- ネット投票も可能に

### 主張
- 選択的夫婦別姓制度の導入に賛成[51]。
- 日本国憲法第9条の1項・2項保持に賛成、地方自治や臨時国会召集に関する規定、知る権利や環境権といった新しい人権などについては、改正も含め議論すべきとの立場。

## 不祥事

### 泥酔騒動
2015年6月3日午前2時頃、港区赤坂の議員宿舎にタクシーで帰宅した際、泥酔状態でタクシーから下車しようとせず、運転手は警察に通報した。警察官や、議員宿舎から出てきた国会議員らが後藤を下車させようとしたが拒んだ。その後、後藤は議員宿舎の門を登ろうとして転倒し、頭や顔に全治1週間の軽傷を負った。後藤は民主党の高木義明国会対策委員長から口頭で厳重注意を受け、安住淳国会対策委員長代理から1年間の禁酒を命じられた。6月5日に記者会見を開き「（タクシーの）運転手の方に大変失礼があった。昨日、運転手の方本人にお会いしてお詫び申し上げた。その際、暴力行為はなかったということ、きちんとタクシー料金を支払っていたことを確認した」、「この度は私の不適切な行動で、いろんな方にご迷惑をかけてしまい申し訳ございませんでした」と釈明した。この後、6月5日の衆議院本会議を欠席したが、10日の衆議院我が国及び国際社会の平和安全法制に関する特別委員会で質問に立ち、約1週間ぶりに国会に復帰した。

### 女性官僚にパワハラ
2017年2月16日、防衛省の官僚数人が南スーダンでの自衛隊の日報問題を説明するために後藤の事務所を訪ねた際、後藤は30代の女性官僚に対し資料の不備などについて声を荒らげ「上司に言ってお前の人事評価を下げてやる」などパワハラ発言を行った。これに防衛省幹部が抗議し、後藤は「厳しい口調になってしまった」などと自らの行為について謝罪した。

## 発言・活動

### ブログ「実現男」
2006年の衆議院神奈川16区補欠選挙出馬に際し、自身のブログにおいて、実現してほしい「公約」を読者から募集し、毎週1つ実現すると宣言。「公約」といっても、「世界一臭い食べ物を完食」「新宿でゴミを1000個拾う」といった内容であった。この模様は2006年3月9日放送のTBS「イブニング・ファイブ」や「週刊ポスト」（小学館）2006年5月26日号に取り上げられた。

### アベノミクスの「3本の矢」への批判
2013年2月12日、衆議院予算委員会の質疑において安倍晋三首相に対し「（アベノミクスで安倍が主張している）3本の矢は、元々は我々民主党が言い出たもので、3本を一体でやっていこうと主張しているが、安倍首相は『1本目の矢の金融緩和は勝手に日銀がやってくれ。我々政府は知らない』と言っている。3本の矢で行こうというのが日銀と民主党の考え方、1本の矢で行こうというのが安倍首相の考え方であり、食い違いがある」、「人口減少と、デフレギャップおよびデフレは密接に関係している」「2%の物価安定目標の達成に向けて安倍首相は政府は全く責任を取らないと主張している。本音は（2013年7月の）参院選が気になっているだけだ。安倍首相のマクロ経済に対する考え方は私は大変疑問だ」と発言した。
これに対し、安倍は「そもそも3本の矢と言い始めたのはあなた（後藤祐一）でも日銀でもなく私であり、総裁選を通じて申し上げてきたもの。単に金融緩和をやるのではなく、それと共に有効需要を作っていき実質経済を成長させ、そして地域が活性化し雇用や賃金に反映させる時差を短くし、景気回復の実感を持って頂く。そのために2本目の矢の財政政策が必要であると主張している。しかしこれは何度も打てないので3本目の矢の成長戦略をしっかり打つ。これを同時に打ち込み、以前から言ってきた経済3団体への賃上げ協力要請 も本日行う。私が全く言っていない事について、言った事として批判されても本当に困る」「山本幸三議員が先程のヤジで指摘した通り、アメリカは日本より遥かにデフレギャップが大きいのにデフレに陥っていない。人口が減少している国の中でデフレ脱却していない国は日本だけ」と反論した。

### 国会の働き方改革
2020年11月18日、衆議院内閣委員会でのやりとりの中で、いわゆる質問通告をオンラインで行ったと発言。これを受けて河野太郎行政改革担当大臣は「後藤祐一、やるなと正直思いました。さすが霞が関（官僚）の経験者」と話し、質問通告のオンライン化をさらに進めてゆくと答弁した。この模様は同日TBSの「Nスタ」で放送された。
2021年2月17日、衆議院予算委員会の集中審議の中で、自身の質疑予定のない大臣に冒頭「（お忙しいでしょうから）退出していただいて結構だ」と促した。質問の予定のない閣僚や政府関係者が国会に出席しているのは働き方改革の妨げになっているとされる。

## 旧統一教会との関係（誤報案件）
『やや日刊カルト新聞』にて、2019年開催の世界日報と連携するシンクタンクのイベント「令和元年・自由民権大演説会」に登壇したことが報じられたが（2021年10月27日当時のアーカイブ）、後藤は完全否定し、『やや日刊カルト新聞』の主筆である藤倉善郎も誤りを認めた。このため、『やや日刊カルト新聞』から後藤に関する記述は削除されている（2022年9月現在）。

## 人物

### 市民の党との関係
北朝鮮拉致実行犯の親族が関係し、菅直人らへの献金で問題となった政治団体市民の党から支援を受け、2006年10月に実施の衆議院神奈川16区補欠選挙に民主党公認で立候補している（結果は落選）。後藤は「どのような団体か全く知らぬまま（中略）ポスターを貼ってもらうなどの応援を頂いたのは事実」「衆院補選以降、市民の党とは一切の関係を絶っております」とメールマガジンで釈明している。

### 安保法制に関して
2015年5月28日、衆院安保特別委員会での総括質疑において、 ホルムズ海峡が機雷で封鎖された場合、日本へ石油を運ぶタンカーが通れなくなり、自国の存立に関わるという話の最中に、「つまり石油を求めて戦争してもいいと、この法案では定義しているのだと考えます。この法案は石油を求めて戦争を可能にする法案でしょうか」と、発言した。またこの発言を捏造して、「石油は燃やすとあったかいものです！そんな燃やすとあったかいだけの石油なんかのために戦争するなんて、世界に対して恥ずかしいと思わないんですかーーーッ！」と発言したとする2ちゃんねるのデマがTwitterなどで拡散され、誹謗中傷される被害を受けた。

### 北朝鮮のミサイル発射について
2017年8月30日、衆院安全保障委員会にて、安倍晋三首相が同年8月中（計30日間）に内閣総理大臣公邸に宿泊したのはわずか2日間で、その翌日にいずれも北朝鮮からミサイルが発射されていたため、安倍晋三首相がミサイル発射を事前察知しているのではないかとの見方を披露。「兆候を把握しているのは良いこと」としつつ、「バレバレじゃないですか」「普段からもうちょっと、公邸に泊まることを推薦します」と発言した。

## 選挙歴
| 当落 | 選挙                     | 執行日         | 年齢 | 選挙区                   | 政党       | 得票数     | 得票率 | 定数 | 得票順位 /候補者数 | 政党内比例順位 /政党当選者数 |
| ---- | ------------------------ | -------------- | ---- | ------------------------ | ---------- | ---------- | ------ | ---- | ------------------ | ---------------------------- |
| 落   | 第44回衆議院議員補欠選挙 | 2006年10月22日 | 37   | 神奈川16区               | 民主党     | 8万450票   | 40.27% | 1    | 2/3                | /                            |
| 当   | 第45回衆議院議員総選挙   | 2009年08月30日 | 40   | 神奈川16区               | 民主党     | 16万7721票 | 58.80% | 1    | 1/3                | /                            |
| 比当 | 第46回衆議院議員総選挙   | 2012年12月16日 | 43   | 比例南関東（神奈川16区） | 民主党     | 9万881票   | 37.34% | 22   | 2/4                | 1/4                          |
| 当   | 第47回衆議院議員総選挙   | 2014年12月14日 | 45   | 神奈川16区               | 民主党     | 10万3116票 | 45.83% | 1    | 1/3                | /                            |
| 比当 | 第48回衆議院議員総選挙   | 2017年10月22日 | 48   | 比例南関東（神奈川16区） | 希望の党   | 9万6128票  | 40.81% | 22   | 2/3                | 3/4                          |
| 当   | 第49回衆議院議員総選挙   | 2021年10月31日 | 52   | 神奈川16区               | 立憲民主党 | 13万7558票 | 54.60% | 1    | 1/2                | /                            |
| 当   | 第50回衆議院議員総選挙   | 2024年10月27日 | 55   | 神奈川16区               | 立憲民主党 | 10万677票  | 50.40% | 1    | 1/5                | /                            |